# Nemoria agenoria
Nemoria agenoria là một loài bướm đêm trong họ Geometridae.